# Mohammad Rasoolollah
Mohammad Rasoolollah (persisch محمد رسول‌الله) ist ein iranischer Spielfilm aus dem Jahr 2015, der von Majid Majidi inszeniert und gemeinsam mit Kambuzia Partovi geschrieben wurde. Der Film spielt im sechsten Jahrhundert und handelt von der Kindheit des islamischen Propheten Mohammed.

## Handlung
Auf Befehl von Abraha, König von Habascha, beginnt einer seiner Armeekommandanten einen Angriff auf Mekka, um die Kaaba zu zerstören. Er führt eine gut ausgerüstete Truppe von Tausenden von Soldaten, Pferden und Elefanten an. Als sich die Armee Mekka nähert, reagieren die Elefanten auf die göttliche Ordnung, indem sie anhalten und sich weigern, weiterzumachen. Millionen kleiner Vögel lassen dann einen Hagel von Steinen an Abrahas Streitkräfte regnen und die Armee wird vernichtet. Einen Monat später wird Mohammed geboren.
Der Film zeigt das vorislamische Arabien aus der Sicht Mohammeds von der Geburt bis zum Alter von 13 Jahren.

## Auszeichnungen
Der Film gewann beim Camerimage International Film Festival 2015 den Preis für das Outstanding Cinematic Duo (Vittorio Storaro und Majid Majidi).